# John Bartlett
John Bartlett (Woonona, 17 marzo 1948) è un ex tennista australiano.

## Carriera
In carriera ha vinto un titolo di doppio, il Cairo Open nel 1977. Nei tornei del Grande Slam ha ottenuto il suo miglior risultato raggiungendo i quarti di finale di doppio agli Australian Open nel 1970, in coppia con Geoff Masters, e nel 1972, in coppia con Syd Ball.

## Statistiche

### Doppio

#### Vittorie (1)
| Numero | Anno          | Torneo               | Superficie  | Compagno   | Avversari in finale    | Punteggio     |
| 1.     | 27 marzo 1977 | Cairo Open, Il Cairo | Terra rossa | John Marks | Pat Du Pré Chris Lewis | 7-5, 6-1, 6-3 |